# Calamagrostis llanganatensis
Calamagrostis llanganatensis là một loài cỏ thuộc họ Poaceae.
Loài này chỉ có ở Ecuador.